# Stars (álbum de Simply Red)
Stars é o quarto álbum de estúdio da banda inglesa de pop/soul/jazz Simply Red, lançado em 30 de setembro de 1991. Foi o primeiro trabalho do grupo que não contou com regravações, sendo todas as canções composta pelo vocalista Mick Hucknall, aliás as músicas Something Got Me Started e Thrill Me têm como co-autor o tecladista Fritz McIntyre.
É o maior sucesso comercial do Simply Red. No Reino Unido foi o álbum mais vendido durante os anos de 1991 e 1992. Além disso, recebeu o prêmio "Best Álbum" do BRIT Awards e do World Music Awards. Atualmente é o 14º álbum mais vendido de todos os tempos no Reino Unido.
No vídeo Starry Night With Simply Red, lançado em 1995, existe um pequeno documentário com a seguinte introdução:
| “ | Em janeiro de 92, a banda Simply Red saiu em turnê com o seu recém lançado álbum "STARS". Durante 14 meses, a banda percorreu diversos países fazendo 131 shows para mais de 1,5 milhão de pessoas. O álbum STARS vendeu mais de 9 milhões de discos em todo o mundo. | ” |

Em 2000 a revista Q magazine colocou Stars na 80ª posição na lista de "100 Melhores Álbuns de Todos os Tempos". No Brasil o álbum vendeu 250 mil cópias, e foi certificado com Platina.

## Faixas
1. "Something Got Me Started"  – 4:00
2. "Stars"  – 4:08
3. "Thrill Me"  – 5:04
4. "Your Mirror"  – 3:59
5. "She's Got It Bad"  – 3:33
6. "For Your Babies"  – 4:17
7. "Model"  – 3:46
8. "How I Could Fall"  – 4:45
9. "Freedom"  – 3:52
10. "Wonderland"  – 3:49

## Integrantes
- Mick Hucknall - vocal
- Heitor T. P. - guitarra
- Fritz McIntyre - teclado e vocal
- Tim Kellett - teclado e trompete
- Ian Kirkham - sax
- Gota - bateria
- Shaun Ward - baixo

## Paradas

### Álbum
| Ranking       | Posição       | Ano  |
| ------------- | ------------- | ---- |
| Billboard 200 | 76            | 1991 |
| Reino Unido   | 1 (4 semanas) | 1991 |
| Reino Unido   | 1 (9 semanas) | 1992 |

### Singles
| Single                     | Parada            | Posição | Ano  |
| -------------------------- | ----------------- | ------- | ---- |
| "Something Got Me Started" | Billboard Hot 100 | 23      | 1991 |
| "Stars"                    | Billboard Hot 100 | 44      | 1991 |
| "Something Got Me Started" | Reino Unido       | 11      | 1991 |
| "Stars"                    | Reino Unido       | 8       | 1991 |
| "For Your Babies"          | Reino Unido       | 9       | 1992 |
| "Thrill Me"                | Reino Unido       | 33      | 1992 |
| "Your Mirror"              | Reino Unido       | 17      | 1992 |